# Выдриха (Вологодская область)
Выдриха — деревня в Сямженском районе Вологодской области.
Входит в состав Раменского сельского поселения, с точки зрения административно-территориального деления — в Раменский сельсовет.
Расстояние по автодороге до районного центра Сямжи — 51 км, до центра муниципального образования Раменья — 9 км. Ближайшие населённые пункты — Артемовская, Мининская, Марковская.
По переписи 2002 года население — 7 человек.